# Luxoft
Luxoft este o companie multinațională care activează în domeniul de outsourcing IT, cu sediul în Zug, Elveția. Compania este specializată în servicii de dezvoltare software și soluții IT inovatoare către o bază de clienți globali, în majoritate companii multinaționale. În 2012, Luxoft a înregistrat o cifră de afaceri de 271,1 milioane de dolari.
Serviciile oferite de Luxoft includ dezvoltare personalizată de software și suport pentru aplicații de bază și aplicații vitale pentru afaceri, inginerie de produs, testare și consultanță în tehnologie. Soluțiile Luxoft sunt bazate pe produse și platforme proprietare, care au un impact direct asupra rezultatelor de afaceri ale clienților și livrează în mod eficient inovație continuă.
Activitatea de bază a companiei se desfășoară în Europa Centrală și de Est, unde Luxoft are 15 centre de dezvoltare, 20 birouri și o prezență în 13 țări unde are peste 7.200 de angajați. Luxoft este listată la Bursa de Valori New York (LXFT US).

## Istoric Luxoft
Luxoft a fost înființată în anul 2000 ca o subsidiară a grupului IBS cu scopul de a deservi piața de externalizare a serviciilor software aflată în creștere în Statele Unite și Europa. În următorii ani, Luxoft și-a consolidat prezența globală și serviciile oferite clienților prin deschiderea de noi birouri și achiziții și prin extinderea serviciilor și construirea unor competențe de bază în industrii cheie. Luxoft și-a dezvoltat competențele prin investiții în cercetare și dezvoltare și prin crearea de platforme software proprietare pentru industria energetică, de telecomunicații, auto și financiară.
Cele mai importante date din istoria companiei sunt:
2000 – Luxoft înființează prima filială în SUA, la Montvale (California)
2001 – Luxoft deschide birouri la Seattle (Washington) și prima sucursală regională la Omsk (Rusia)
2004 – Se deschid sucursale în Londra și St. Petersburg
2005 – Luxoft deschide un biroul suplimentar la Kiev
2006 – Luxoft deschide un birou la Odessa (Ucraina) și primește certificat Partener de Aur de la Microsoft. În acest an compania preia firma IT Consulting International, cu sediul la New York
2007 – Luxoft deschide o locație la Dnipro (Ucraina)
2008 – Luxoft deschide o filială la Ho Chi Minh (Vietnam) și preia firma românească ITC Networks
2010 – Luxoft deschide un centru de  dezvoltare la Cracovia (Polonia)
2012 – Luxoft extinde prezența din Statele Unite și deschide al treilea birou în Menlo Park, California și creează platformele iviLink și Twister pentru industria auto, dar și platforme pentru industria energetică.  
2013 –  Luxoft se listează la bursa din New York și deschide un birou în Stuttgart (Germania).

## Conducere

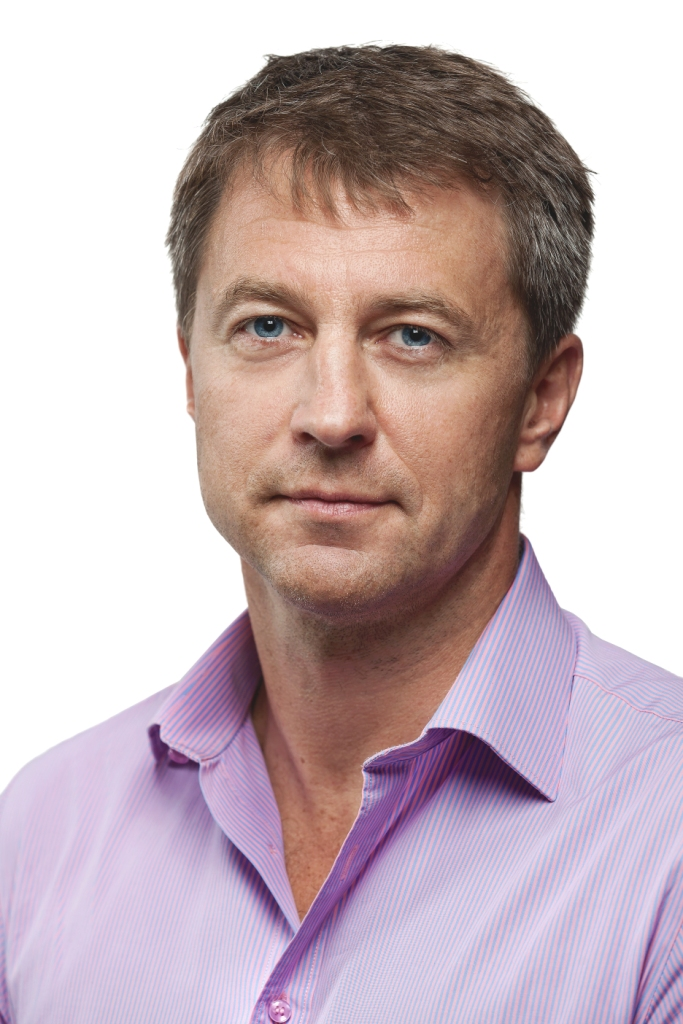
Dmitry Loschinin, Președinte și CEO Luxoft

La conducerea Luxoft se află Dmitry Loschinin care deține funcția de Președinte și CEO.
Dmitry Loschinin se află la conducerea Luxoft încă de la înființarea companiei în aprilie 2000. Cu peste 20 de ani de experiență în IT, Dmitry a construit o echipă puternică de profesioniști și a adus Luxoft în topul industriei globale de outsorcing IT. Sub conducerea lui Dmitry, Luxoft a cunoscut o dezvoltare exponențială și a devenit un lider global pe piața de outsorcing IT cu o bază de clienți loială care include unele dintre cele mai mari companii globale.

## Locații globale
Luxoft are centre de dezvoltare în Rusia (Moscova, St. Petersburg, Omsk, Dubna), Ucraina (Kiev, Odessa, Dnepropetrovsk), România (București), Vietnam (Ho Chi Minh) și Polonia (Cracovia), Marea Britanie (Welwyn Garden City), SUA (New York, Seattle), Bulgaria (Sofia). Reprezentanțele firmei se află în SUA (New York, Seattle), Europa (Londra, Frankfurt, Cracovia, Stuttgart, Kiev) și Asia (Singapore).

## Premii
- Outsourcing Excellence Awards 2013: Luxoft și Harman International Inc. au primit premiul „Best Buyer Synergy”
- International Association of Outsourcing Professionals 2013: Global Outsourcing 100® lista celor mai buni furnizori de serivicii la nivel global
- European Outsourcing Awards 2011: Outsourcing Service Provider of the Year; Offshoring Destination of the Year
- Locul 80 în FinTech 100 Top Financial Technology Companies
- World Finance Magazine 2011 Technology Awards: Best Banking Technology Company in Eastern Europe
- Dmitry Loschinin a intrat în The International Association of Outsourcing Professionals© (IAOP©) Outsourcing Hall of Fame 2010

## Luxoft în România

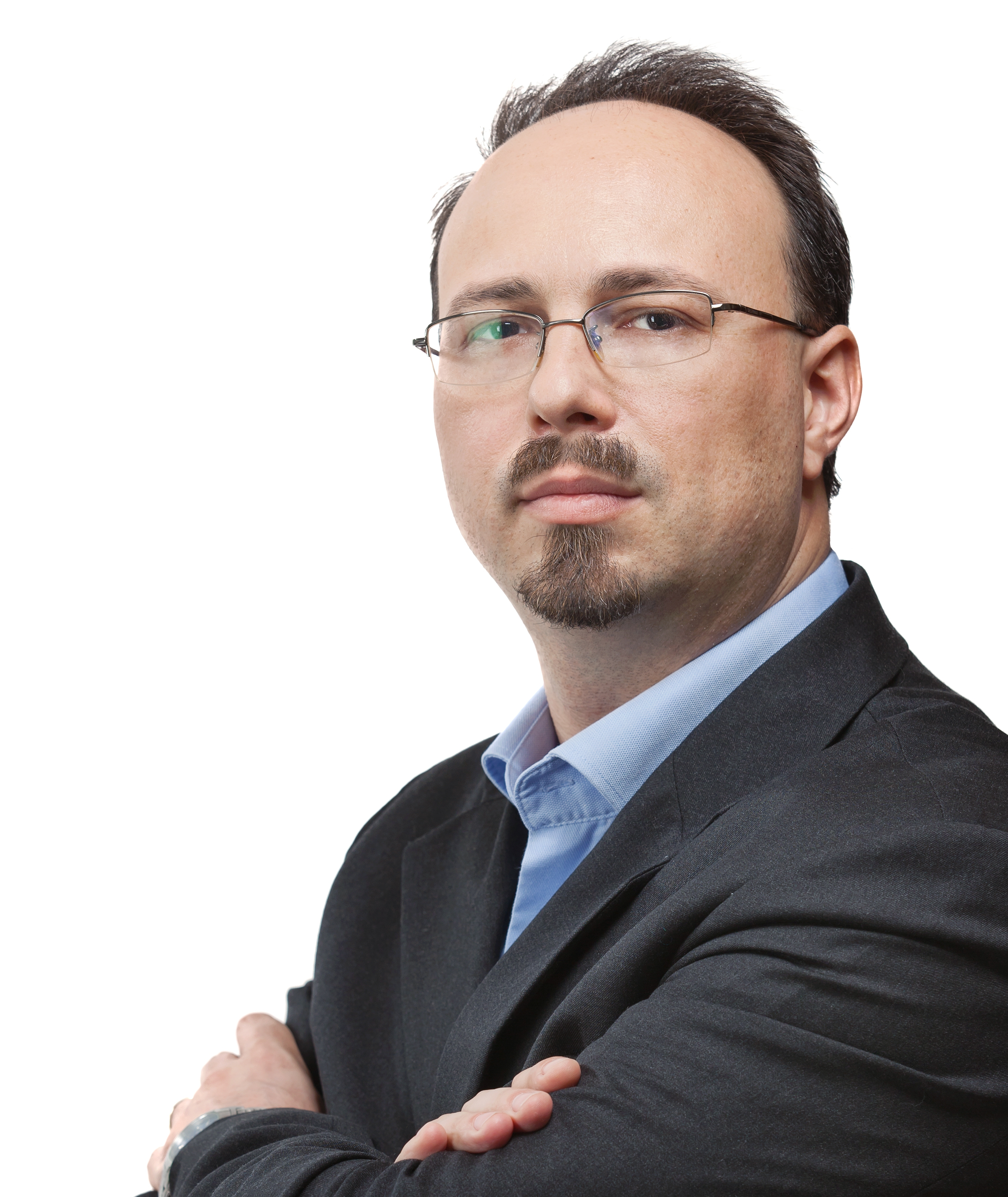
Bogdan Pelinescu, Managing Director Luxoft România

Luxoft a intrat pe piața românească în 2008 prin achiziția ITC Networks, una din cele mai mari și mai vechi companii de software de telecomunicații de pe piața românească.
Ariile de expertiză ale Luxoft România se concentrează pe trei direcții: industria de telecomunicații (dezvoltare de software, design de hardware, testare de sisteme, automatizare de teste), auto (software de infotainment, design de hardware, integrare GPS, soluții de conectivitate web și voce) și financiară (dezvoltare de aplicații și mentenanță, suport pentru producție 24/7, integrare de aplicații enterprise, consultanță în domeniul arhitecturii de sistem).
Luxoft România este condusă de Bogdan Pelinescu, care are o experiență de peste 14 ani în software engineering, dintre care cinci în roluri de management. 
Luxoft România are o echipă de 800 de persoane și este a treia filială ca număr de angajați din grup.
În 2013, Luxoft România s-a clasat pe locul 16 în „Top 20 companii din IT pentru care să lucrezi” realizat anual de Revista Biz.